# C. Crassini
Unter dem Namen C. Crassini (angeblich * 1561; † 1632) wurden 1980/81 zwei Messen publiziert. Der Vorname wird in den gemeinfreien Noten der Kreuznacher-Diakonie-Kantorei mit Claudio angegeben. Über das Leben von Crassini sind bisher keine weiteren Angaben bekannt. In der Literatur ist der Name vor 1980 nicht nachweisbar.

## Werk
Die unter dem Namen Crassini bekannten Werke sind der Tradition der Erneuerung der Kirchenmusik nach dem Konzil von Trient durch Giovanni Pierluigi da Palestrina verpflichtet, sie stehen an der Stilwende von der späten Renaissance-Polyphonie zu venezianisch-frühbarocker Klangentfaltung, der Seconda pratica. 
In jüngerer Zeit werden die 1980 und 1981 von Wolfram Menschick herausgegebenen beiden lateinischen Messen tradiert. Die Aufführungen werden zumeist mit Gemischter Chor oder A cappella angekündigt. Partituren werden im Handel in diesen Rubriken angeboten. Das heutige Verständnis von A-cappella-Musik, d. h. Singen unter Verzicht auf Instrumente, stimmt jedoch nicht mehr überein mit der damaligen und auch der C. Crassini zugeschriebenen Aufführungspraxis. In der Renaissancemusik begleiteten Instrumente die jeweilige Singstimme, indem sie die gleichen Noten spielten (Colla parte). Noten der Missa Prima für Begleitung durch verschiedene Instrumente sind im Notenarchiv der Kreuznacher-Diakonie-Kantorei verfügbar. 

### Erhaltene Kompositionen
- Missa Prima (1. Kyrie 2. Gloria 3. Sanctus 4. Agnus Dei)
- Missa Septimi Toni (1. Kyrie 2. Gloria 3. Sanctus 4. Agnus Dei)